# Sławomir Grenda
Sławomir Grenda (* 1968 in Polen) ist ein polnischer Kontrabassist, Solo-Kontrabassist der Münchner Philharmoniker und Hochschullehrer.

## Leben und Wirken
Sławomir Grenda wurde zunächst von Edward Piwowarczyk und Waldemar Tamowski am Musikgymnasium Karol Szymanowski in Katowice unterrichtet. Sein Studium setzte er in den USA bei Harold Robinson am Peabody Conservatory of Music in Baltimore fort und schloss dort 1993 als Bachelor und Master of Music ab. Anschließend wurde er mit einem Stipendium in die Karajan-Akademie der Berliner Philharmoniker aufgenommen und studierte bei Rainer Zepperitz. Grenda ist Preisträger mehrerer Wettbewerbe, zum Beispiel beim Concours de Genève (1990), beim Polnischen Nationalwettbewerb B. Ciechanski, beim Yale Gordon Streicherwettbewerb in Baltimore und beim Internationalen Wettbewerb in Kroměříž.
Von 1994 bis 1995 wirkte er als Solokontrabassist an der Berliner Staatsoper, bevor er 1996 als Solokontrabassist zu den Münchner Philharmonikern wechselte. Zudem wurde er 2003 Mitglied des Lucerne Festival Orchestra und ebenda 2015 ebenfalls Solobassist. Neben seiner Tätigkeit im Orchester konzertierte er als Solist mit den Münchner Philharmonikern und Orchestern wie dem National Symphony Orchestra Washington (im Kennedy Center) oder dem Ensemble I Solisti di Zagreb mit Auftritten in vielen Ländern Europas und in den USA. Hinzu kommen Auftritte als Kammermusiker, wobei sein Repertoire Werke der klassischen Kontrabass-Literatur und eigene Transkriptionen von Werken für Violine und Violoncello beinhaltet.
Seit 2022 lehrt Grenda als Professor am Conservatorium Maastricht. Darüber hinaus unterrichtet er an der Orchester Akademie der Münchner Philharmoniker und gibt Meisterkurse in Deutschland und Europa, etwa an der Escuela Superior de Musica Reina Sofia in Madrid, in Nord- und Südamerika und Asien. Viele seiner Schüler spielen in bekannten Orchestern (z. B. Wiener Philharmoniker, Gewandhausorchester, Münchner Kammerorchester, Düsseldorfer Symphoniker, Neues Philharmonieorchester Japan, KBS Symphony Orchestra).
Sławomir Grenda ist mit der Pianistin Ivana Švarc Grenda verheiratet, mit der er regelmäßig kammermusikalisch zusammenarbeitet und eine CD veröffentlichte.

## Diskografie
- Sławomir Grenda & Ivana Švarc Grenda – Double Bass Recital. Mit Ivana Švarc Grenda (Klavier). Werke von Robert Schumann, Johannes Brahms, César Franck (Żuk Records; 2001)